# Symbol nieoznaczony
Symbol nieoznaczony, wyrażenie nieoznaczone – wyrażenie algebraiczne, którego elementy należą do rozszerzonego zbioru liczb rzeczywistych i które nie ma sensu liczbowego; działanie arytmetyczne niewykonalne. Wyróżnia się ich siedem:
{\displaystyle {\tfrac {0}{0}},\;{\tfrac {\infty }{\infty }},\;\infty -\infty ,\;0\cdot \infty ,\;0^{0},1^{\infty },\;\infty ^{0}.}
Są to umowne sposoby zapisu obliczeń granic funkcji. Granicy wyrażeń takich postaci nie można obliczyć, mając tylko informację o granicach funkcji, które składają się na całe wyrażenie. Do ich obliczenia można stosować przekształcenia algebraiczne lub regułę de l’Hospitala.
W niektórych kontekstach wartości takich symboli są definiowane:
- w kombinatoryce przyjmuje się, że {\displaystyle 0^{0}=1} (zob. potęgowanie);
- w teorii miary przyjmuje się {\displaystyle 0\cdot \infty =0}[potrzebny przypis].

## Przykład
Ciąg typu {\displaystyle \infty -\infty } może:
- być zbieżny do dowolnej liczby rzeczywistej c, np.
{\displaystyle \lim _{n\to \infty }[(n+c)-n]=c;}
- być rozbieżny do nieskończoności {\displaystyle (+\infty } lub {\displaystyle -\infty )}, np.
{\displaystyle \lim _{n\to \infty }(2n-n)=\infty ,}
{\displaystyle \lim _{n\to \infty }(n-2n)=-\infty ;}
- nie mieć granicy (skończonej ani nieskończonej), np.
{\displaystyle \lim _{n\to \infty }[(n+\sin n)-n]} nie istnieje.